# Uyea (Unst)
Uyea è un'isola disabitata che sorge a sud di Unst, nelle Shetland in Scozia.

## Storia
L'isola fu abitata fin dall'età del bronzo, e si può infatti trovare su Uyea un cairn con al centro uno spazio abitabile.
Nel XII secolo fu costruita la cappella di Sant'Olaf, che guarda su Brei Wick.
Nel 1745 due ragazze di Uyea si diressero sulla piccola isola di Haaf Gruney per mungere alcune mucche che vi stazionavano; sfortunatamente il loro ritorno fu segnato da una forte tempesta, e dopo ricerche la loro imbarcazione fu ritrovata a Karmøy, nella Norvegia sud-occidentale. Le ragazze di Uyea rimasero lì e sposarono uomini di Karmøy: i loro discendenti vivono ancora qui.
Jack Priest, nei suoi racconti dell'isola durante la seconda guerra mondiale, la descrive come "un frangente, colpito dalle onde occidentali dell'Atlantico attraverso il Bluemull Sound, bagnata ad est da acque del Mare di Norvegia e infine con il Mare del Nord che spinge da nord attraverso lo stretto canale tra Yell e Fetlar, e che riempie il Colgrave Sound a sud dell'isola di Uyea."
L'isola fu la casa di Sir Basil Neven-Spence, deputato Parlamento del Regno Unito dal 1935 al 1950 per il collegio "Orcadi e Shetland".

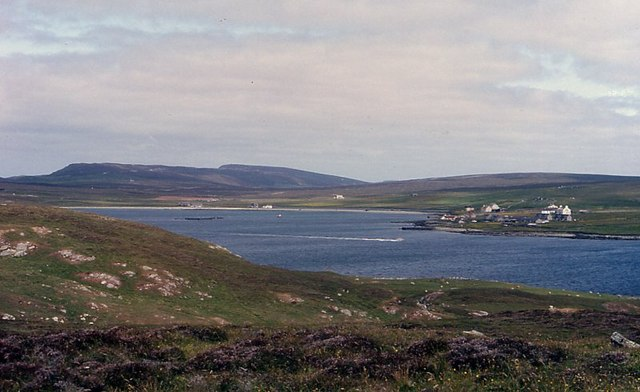
Vista sull'Uyeasound da Uyea